# Ridge Wood Heights
Ridge Wood Heights est une census-designated place du comté de Sarasota, dans l'État de Floride, aux États-Unis,. En 2020, elle compte une population de 5 064 habitants.